# Валдахтал
Валдахтал (њем. Waldachtal) општина је у њемачкој савезној држави Баден-Виртемберг. Једно је од 16 општинских средишта округа Фројденштат. Према процјени из 2010. у општини је живјело 5.913 становника. Посједује регионалну шифру (AGS) 8237074.

## Географски и демографски подаци
Валдахтал се налази у савезној држави Баден-Виртемберг у округу Фројденштат. Општина се налази на надморској висини од 550-690 метара. Површина општине износи 29,9 km². У самом мјесту је, према процјени из 2010. године, живјело 5.913 становника. Просјечна густина становништва износи 198 становника/km².